# Phytodietus januszi
Phytodietus januszi är en stekelart som beskrevs av Kostro-ambroziak 2007. Phytodietus januszi ingår i släktet Phytodietus och familjen brokparasitsteklar. Inga underarter finns listade i Catalogue of Life.